# Cheirodon
Cheirodon és un gènere de peixos de la família dels caràcids i de l'ordre dels caraciformes.

## Taxonomia
- Cheirodon australe (Eigenmann, 1928)[2][3]
- Cheirodon galusdae (Eigenmann, 1928)[2]
- Cheirodon ibicuhiensis (Eigenmann, 1915)[4]
- Cheirodon interruptus (Jenyns, 1842)[5]
- Cheirodon jaguaribensis (Fowler, 1941)[6]
- Cheirodon kiliani (Campos, 1982)[7]
- Cheirodon luelingi (Géry, 1964)[8]
- Cheirodon macropterus (Fowler, 1941)[6]
- Cheirodon ortegai (Vari & Géry, 1980)[9]
- Cheirodon parahybae (Eigenmann, 1915)[10]
- Cheirodon pisciculus (Girard, 1855)[11]
- Cheirodon pulcher (Gill, 1858)
- Cheirodon troemneri (Fowler, 1942)[12][13][14][15]